# Los Ángeles, Tlaxiaco
Los Ángeles är en ort i Mexiko.   Den ligger i kommunen Heroica Ciudad de Tlaxiaco och delstaten Oaxaca, i den sydöstra delen av landet, 290 km sydost om huvudstaden Mexico City. Los Ángeles ligger 2 430 meter över havet och antalet invånare är 630.
Terrängen runt Los Ángeles är kuperad åt nordost, men åt sydväst är den bergig. Runt Los Ángeles är det ganska glesbefolkat, med 43 invånare per kvadratkilometer. Närmaste större samhälle är Heroica Ciudad de Tlaxiaco, 17,4 km nordost om Los Ángeles. I omgivningarna runt Los Ángeles växer huvudsakligen savannskog.